# Johnson Controls
Das Unternehmen Johnson Controls International plc (JCI) ist ein multinationaler Konzern mit US-amerikanischen Wurzeln mit Hauptsitz im irischen Cork und hat die Hauptschwerpunkte Gebäudetechnik und Industriedienstleistungen. Dazu zählen beispielsweise Komponenten für Brandschutz und Sicherheitstechnik bei der Gebäudetechnik und die Beratung von Energieversorgern im Bereich der Dienstleistungen. JCI beschäftigt rund 100.000 Mitarbeiter in mehr als 150 Ländern.

## Konzerngeschichte

### Anfänge
Im Jahr 1883 erhielt Warren Seymour Johnson das Patent für den ersten elektrischen Raumthermostat. Daraus entwickelte sich 1885 das Haustechnik-Unternehmen Johnson Electric Service Company in Milwaukee, USA mit dem Ziel automatische Temperaturregulierungssysteme für Gebäude herzustellen, zu installieren und zu warten.

### Umbenennung und Batteriefertigung
Das Unternehmen erhielt 1974 den heutigen Namen. 
1978 übernahm Johnson Controls das Batterieunternehmen Globe-Union. Im selben Jahr trennte sich das Unternehmen von der Standard Electric Time Company und verkaufte sie an Faraday. 1985 übernahm Johnson Controls die Sitzunternehmen Hoover Universal und Ferro Manufacturing. 2002 erwarb JCl den Bereich der Blei-Säure-Autobatterien von Varta, zusätzlich wurden 2004 die Batteriefertigungen von Bosch und Delphi übernommen. Die von JCl produzierten Batterien wurden unter verschiedenen Markennamen verkauft (Bspw. Varta oder Bosch). Der gesamte Bereich wurde dann im Jahr 2018 wiederum an einen kanadischen Investor veräußert.

### Fusion mit Tyco International 2016
Tyco International plc war ein in der Republik Irland eingetragenes Unternehmen für Sicherheitssysteme und Brandschutz mit Sitz in Princeton, New Jersey, USA (Tyco International (US) Inc.). Am 25. Januar 2016 kündigte Johnson Controls den Zusammenschluss mit Tyco an, wodurch alle Geschäftsbereiche von Tyco und Johnson Controls unter Tyco International plc zusammengefasst und in Johnson Controls International plc umbenannt wurden. Die Fusion wurde am 9. September 2016 vollzogen. Dadurch konnte auch der Firmensitz der JCI nach Cork, Irland verlegt werden, wodurch vor allem steuerliche Vorteile gegenüber dem Standort in den USA möglich wurden.

### Abspaltung von Automotive Seating und Power Solutions

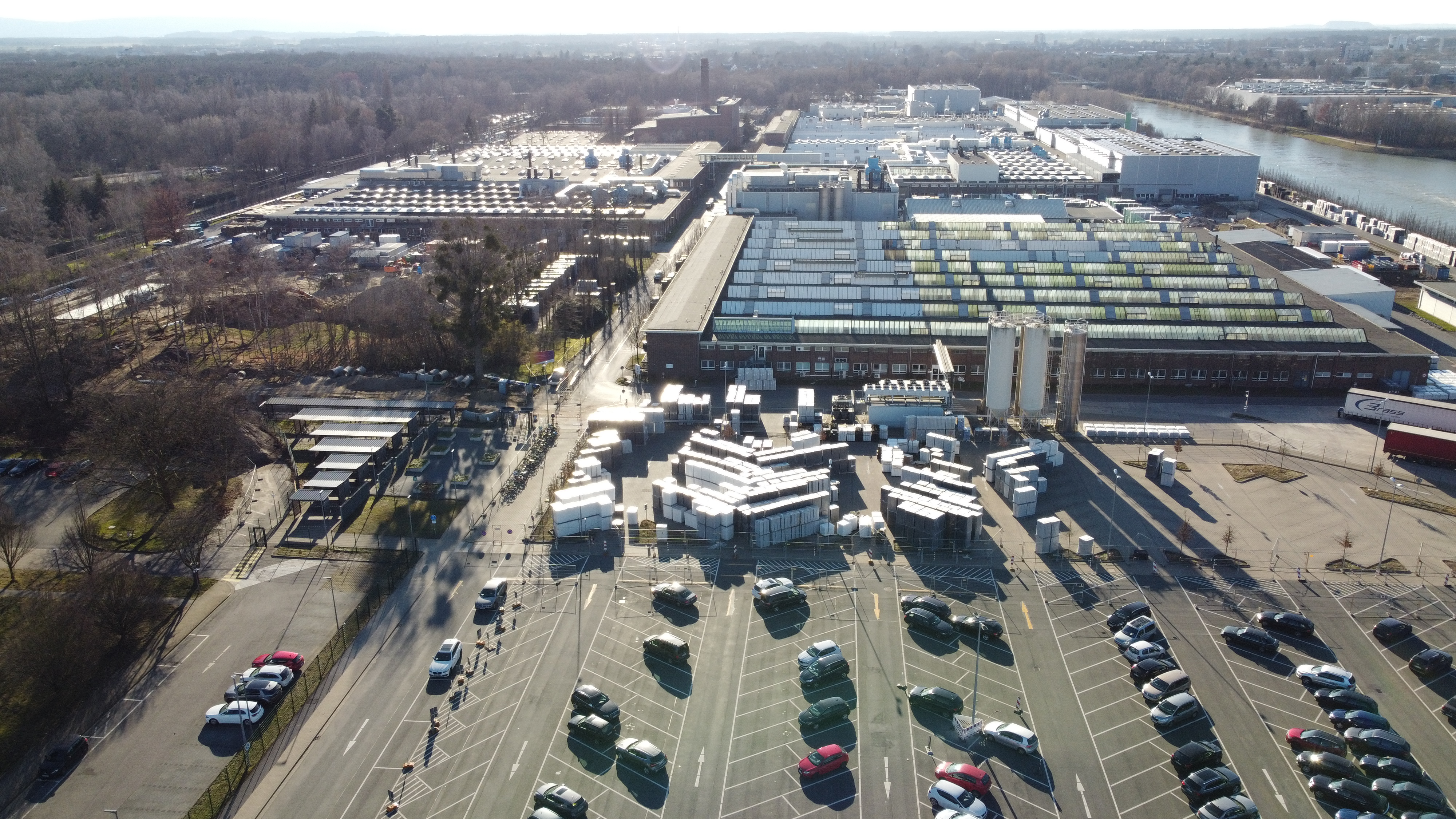
Das Clarios-Werksgelände in Hannover aus der Vogelperspektive

Am 31. Oktober 2016 wurde die Abspaltung der früheren Johnson Controls Automotive Seating abgeschlossen und firmiert seither als Adient plc. Zum 1. Mai 2019 wurde der Unternehmensbereich Johnson Controls Power Solutions in die eigenständige Gesellschaft Clarios Hannover ausgegliedert.

### Übernahme des Heiz- und Klimatechnikgeschäfts durch Bosch
Im Juli 2024 wurde bekannt, dass die Firma Bosch das Heiz- und Klimatechnikgeschäft von Johnson Controls übernehmen möchte. 

## Gesellschaften im Konzernverbund von Johnson Controls Deutschland
- Johnson Controls Systems & Service GmbH
- Tyco Fire & Security Holding Germany GmbH
- ADT Deutschland GmbH
- ADT Service-Center GmbH
- ADT Sensormatic GmbH
- CKS Systeme GmbH
- Total Walther GmbH, Feuerschutz und Sicherheit
- TOTAL Feuerschutz GmbH
- FLN Feuerlöschgeräte Neuruppin-Vertriebs GmbH

## Ehemalige Fahrzeugproduktion
Ab 1901 stellte das Unternehmen Nutzfahrzeuge mit Dampfmotoren her. Die Produktion belief sich auf 20 Pkw. 1905 folgten Personenkraftwagen. Anfangs waren es Dampfwagen und ab 1908 Automobile mit Ottomotoren. Ab 1908 waren es jährlich etwa 60 Pkw und 120 Lastkraftwagen. 1912 endete die Fahrzeugproduktion.